# Cantina Petra
La Cantina Petra, o Cantina Moretti, è un edificio ubicato all'interno del comune di Suvereto (LI), in località San Lorenzo Alto.
È sede dell'omonima società agricola produttrice di vino ed olio.
Costruita tra il 2001 ed il 2003 per volontà di Vittorio Moretti e su progetto dell'architetto svizzero Mario Botta, la cantina occupa un'area di circa 7.200 metri quadrati e si inserisce al centro di una vasta distesa di vigneti.
Essa si presenta come una struttura avveniristica, caratterizzata da una planimetria articolata, che in alzato assume la forma di un cilindro sezionato da un piano inclinato, circondato ai margini da due ali laterali schermate da lunghi porticati.
Il progetto, che per alcuni aspetti rimanda alle antiche residenze della campagna toscana, unisce il disegno della vegetazione a quello architettonico: infatti, alla sommità del blocco cilindrico, si inserisce la vegetazione, che col susseguirsi delle stagioni, muta il proprio colore, dando origine ad un'architettura variabile nel tempo.
Il corpo centrale, tagliato esternamente da una scalinata, ospita i serbatoi per la vinificazione e, al piano terreno e nel sottosuolo, le botti per l'invecchiamento.